# Anagyrus punctulatus
Anagyrus punctulatus é uma espécie de insetos himenópteros, mais especificamente de vespas parasíticas pertencente à família Encyrtidae.
A autoridade científica da espécie é Agarwal & Alam, tendo sido descrita no ano de 1959.
Trata-se de uma espécie presente no território português.